# Georges Seurat
Georges Seurat (n. 2 decembrie 1859, Paris, Île-de-France, Franța – d. 29 martie 1891, Quartier de Rochechouart⁠(d), Île-de-France, Franța) a fost un pictor francez neoimpresionist, creator și teoretician - împreună cu Paul Signac - al tehnicii divizioniste în pictură.
Geurges Seurat se ivește atunci când impresionismul pare să-și piardă din vigoare. Stilul și concepția lui Seurat fac simțită influența unei noi revoluții plastice. Scurta lui carieră artistică a fost de ajuns pentru a-i asigura un loc în istoria universală a artelor. Nici contemporanii săi nu au trecut indiferenți pe lângă opera sa. Camille Pissarro, Vincent van Gogh și mai târziu Henri Matisse aderă pentru o vreme la această nouă viziune, considerată o continuare logică a impresionismului. Iar în cursul secolului al XX-lea, cubiștii și pictorii abstracți s-au sprijinit în experimentele lor pe rezultatele maestrului pointillismului.

## Viața și opera
Georges Seurat s-a născut la Paris pe 2 decembrie 1859, fiu al unui grefier pensionar. Este interesat de desen încă din copilărie, unchiul său - ei însuși pictor amator - îl încurajează să picteze. La vârsta de 17 ani, Seurat se înscrie la Școala de sculptură și pictură, iar în 1878 își începe studiile la Académie des Beaux-Arts din Paris. În perioada studiilor, petrece mult timp în biblioteci și muzee. Studiază temeinic operele vechilor maeștri. În 1879, la a patra expoziție a impresioniștilor, Seurat - după cum spunea unul din prietenii săi - a suferit "un șoc profund și neașteptat". Se îndepărtează de pictura academică și închiriază un atelier. Dorește să-și însușească acea revoluție plastică pe care au reușit să o impună predecesorii lui. Ajunge însă să se confrunte cu o problemă pe care nu o poate ocoli: cum să intre în rândurile celor care continuă cuceririle impresionismului, fără a fi un simplu epigon al acestora. 
Citește volumele "Gramatica artei plastice" și "Istoria pictorilor tuturor școlilor" ale lui Charles Blanc, dar înainte de toate, lucrarea chimistului Eugène Chevreul cu titlul "Legea contrastului simultan al culorilor". Pornind de la aceste izvoare, își construiește propria teorie despre "contopirea optică a culorilor", care va sta la baza celor mai importante inovații plastice ale sale. În 1883, începe să lucreze la prima sa operă importantă, pictura "La scăldat, Asnières". Tabloul nu este acceptat de comitetul de selecție al Salonului oficial din 1884, de aceea Seurat îl expune la "Expoziția Pictorilor Independenți", trezind interesul câtorva critici și admirația lui Paul Signac. Această operă marchează o perioadă bine definită în activitatea lui Seurat. Tabloul se evidențiază înainte de toate prin formatul său, este prima pictură din seria pânzelor vaste. Seurat dorește aici să facă legătura dintre descoperirile predecesorilor săi cu o pictură ale cărei tradiții sunt deja altele, străine întru totul de impresioniști. El se referă la frescele vaste renascentiste, cum sunt picturile lui Piero della Francesca, ceea ce îl obligă - după studii făcute în aer liber - să realizeze forma finală în atelier.

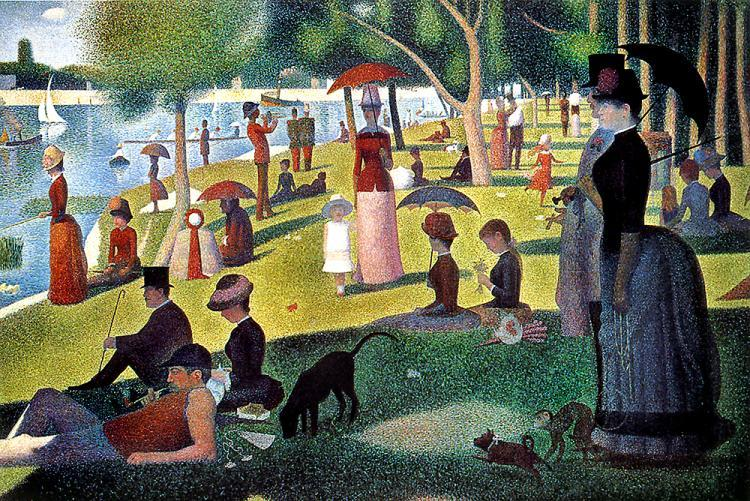
O duminică de vară pe insula Grande-Jatte, 1884-1886

### Debutul divizionismului
În 1885, Seurat își petrece vara într-un mic port, la Grandcamp și începe să experimenteze o nouă tehnică, pe care o numește divizionism, a cărei esență constă în a picta pete de culoare regulate, din ce în ce mai mici, până la un punct realizat cu vârful pensulei. Toamna, se întâlnește cu Pissarro, care își însușește imediat această tehnică. Apoi, în mai-iunie 1886, Seurat își prezintă tabloul intitulat "O duminică de vară pe insula Grande Jatte" la a opta și ultima expoziție a impresioniștilor, într-o sală separată, alături de creațiile lui Pissarro și Paul Signac. Criticii s-au năpustit asupra acestui tablou, fiind șocați de mulțimea și roirea micilor pete colorate. Au vrut să discrediteze stilul lui Seurat, numindu-l pointillism (fr.: point = punct), dar - și de data asta - "porecla s-a transformat în renume". La puțin timp după aceasta, tabloul este prezentat la a doua expoziție a "Societății Artiștilor Independenți" precum și la Bruxelles în 1887. În acest tablou totul este surprinzător: formatul uriaș (207x308 cm), legarea unei teme - scenă în aer liber - atât de importante pentru impresionism cu imobilitatea figurilor și, înainte de toate, tehnica deosebită. Pentru a obține un efect de maximă luminozitate, pictorul nu a amestecat culorile pe paletă. ci a aplicat pe pânză culorile complementare ca pe niște mici puncte, care - privite de la distanță - se contopesc, oferind tabloului o luminozitate vibrândă.

### Neoimpresionismul
Termenul de "metodă neoimpresionistă" a fost folosit pentru prima dată de în septembrie 1886 de criticul de artă Félix Fénéon, susținător al picturii lui Seurat, implicând faptul că noul curent astfel inițiat provine, fără îndoială, din impresionism, în același timp îl înnoiește radical. În jurul lui Seurat se grupează pictori care gândesc asemenea lui: Paul Signac, Camille Pissarro, Maximilian Luce. În această perioadă, Seurat descoperă lucrarea lui Charles Henry despre expresivitatea culorilor, purtând titlul "Introducere în estetica științifică", care îl ajută să abordeze problemele teoretice ale cromaticei și facilitează aplicarea practică a acestora în pictură. Cu timpul adaptează tot mai mult noua tehnică la scenele de interior. Astfel începe să lucreze la tablourile intitulate "Modelele" (1888) și "Le chahut" (1889-1890).

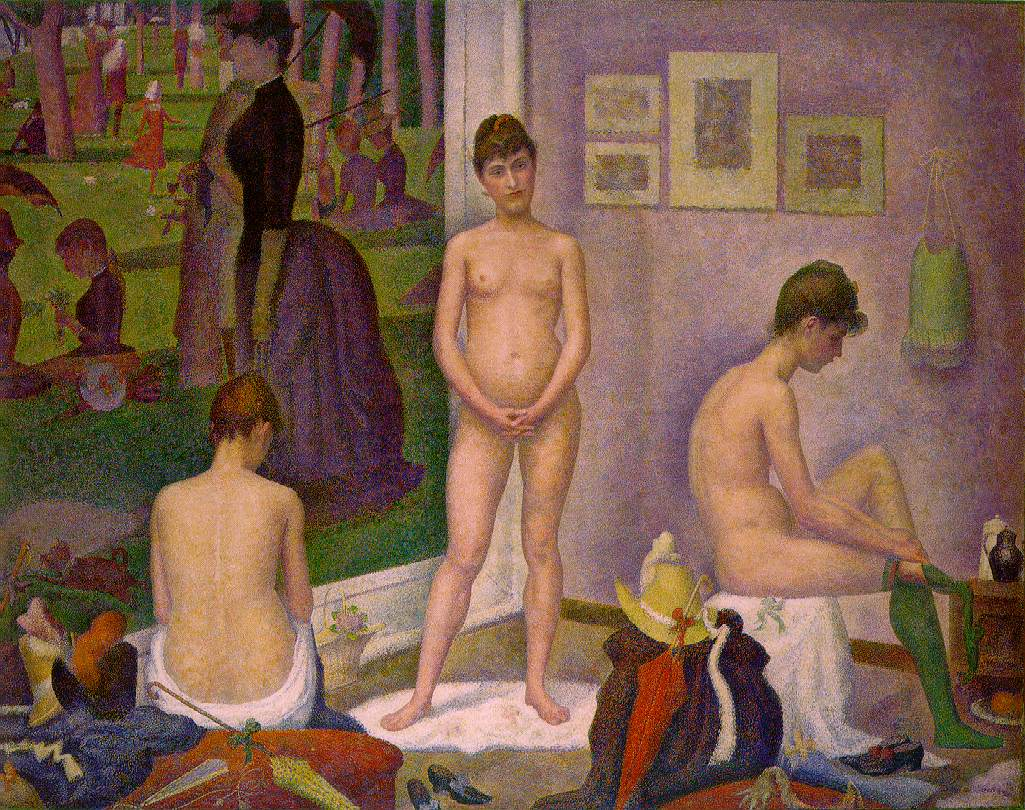
Modelele, 1888
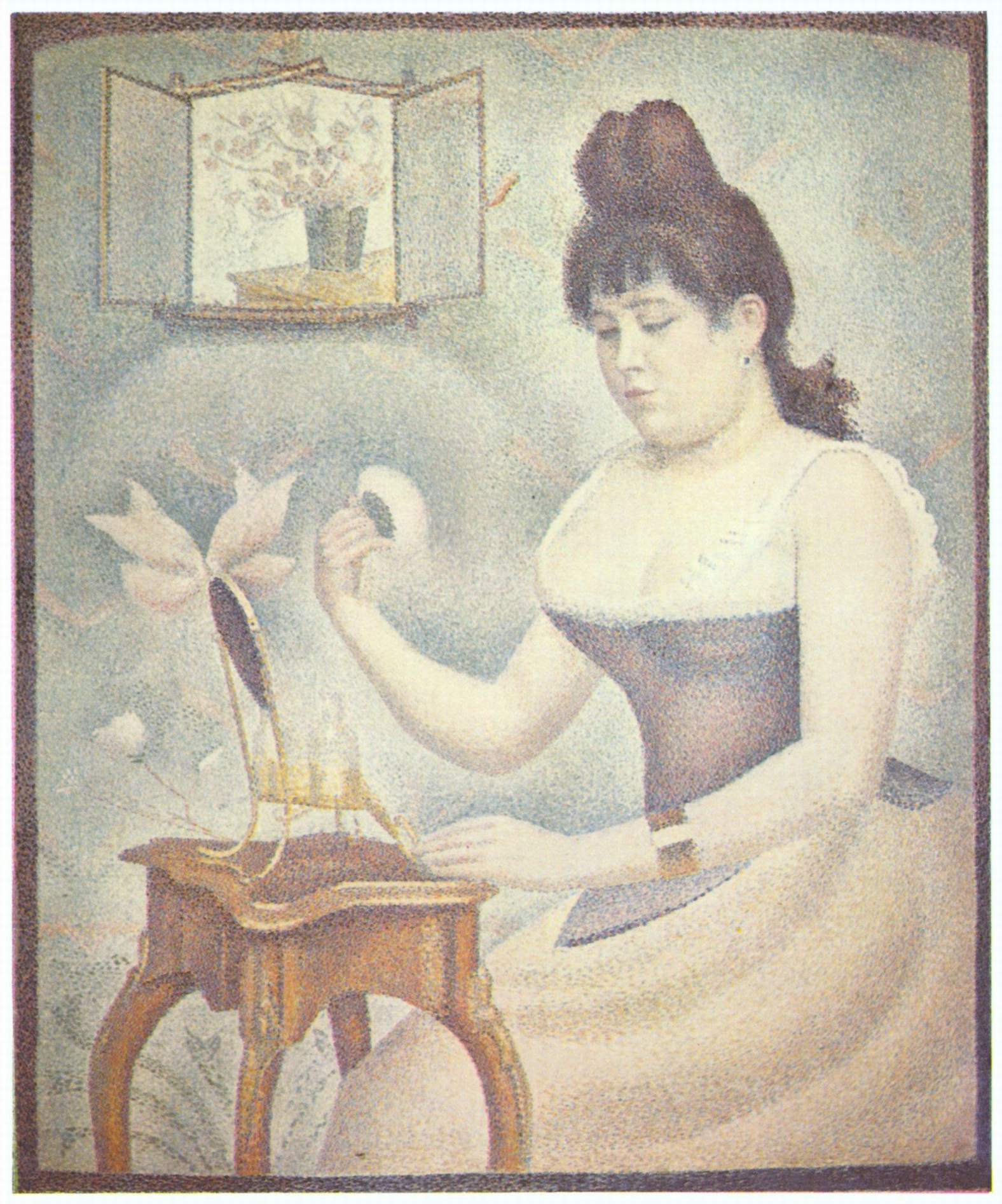
Tânără pudrându-se, 1888-1890
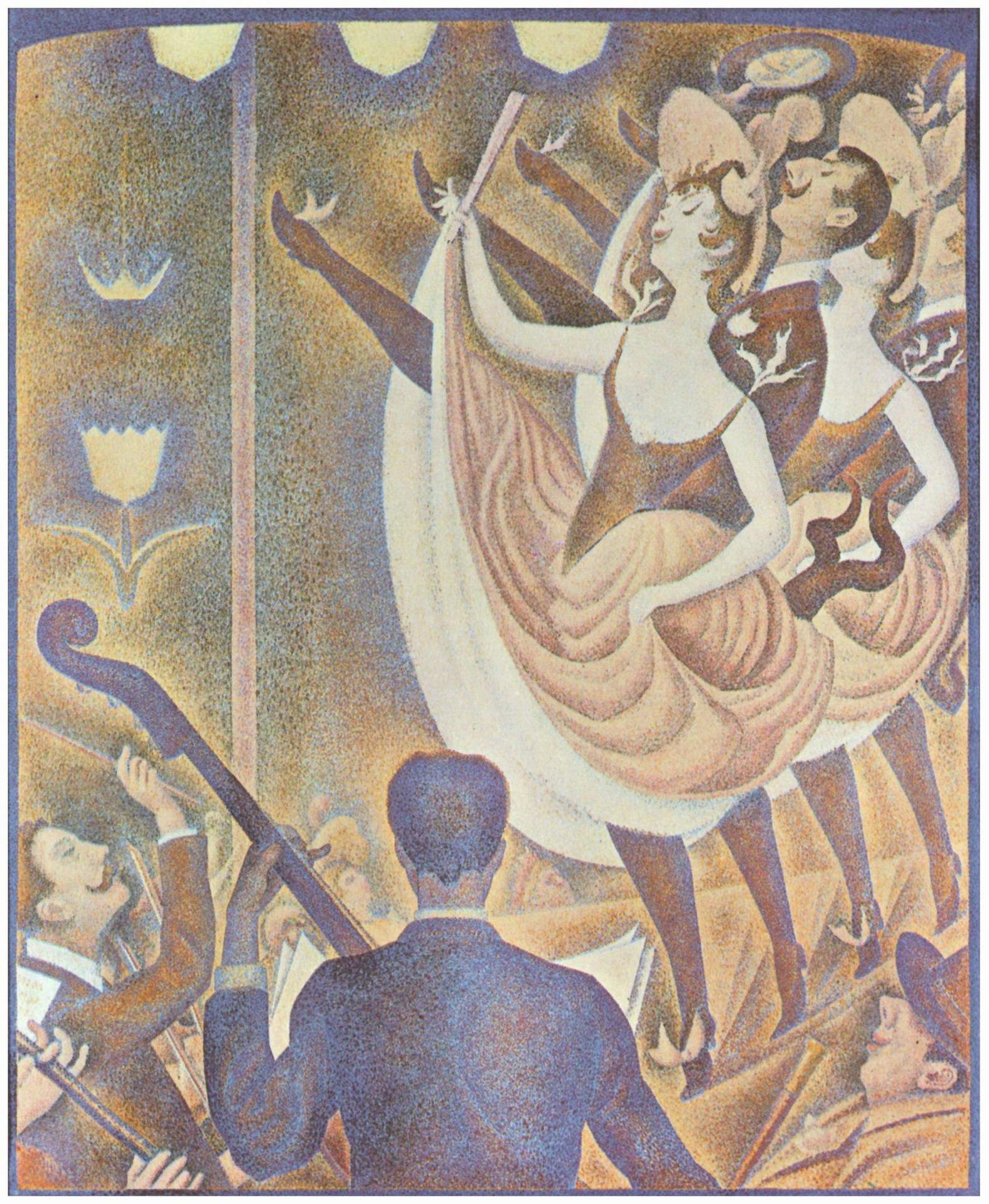
Le chahut, 1889-1890
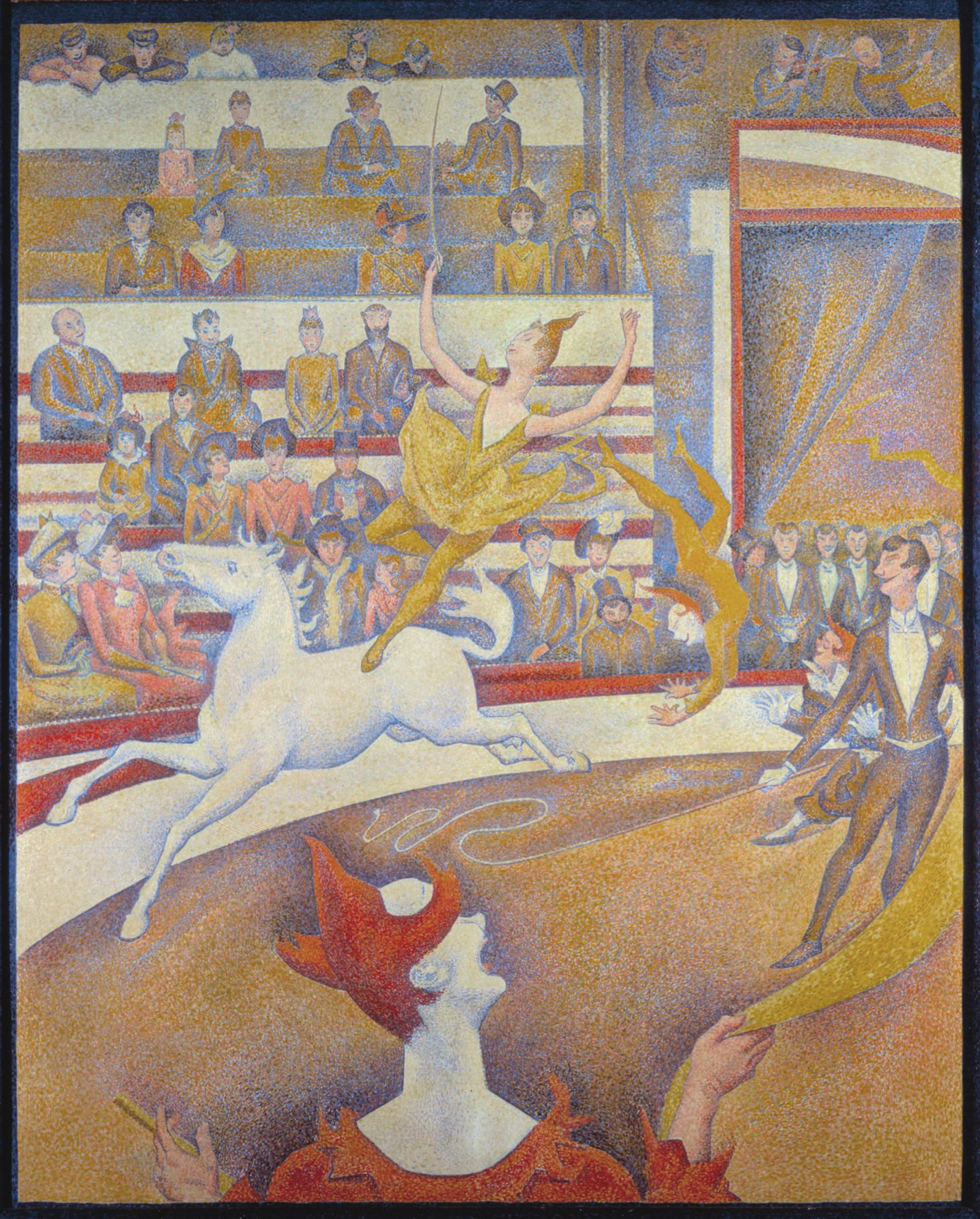
Circul, 1890-1891

### Ultimii ani
Ultima operă a lui Seurat este "Circul" (1890-1891), expus la expoziția pictorilor independenți pe data de 20 martie 1891. Legătura cu "Le chahut" este evidentă, mișcarea care însuflețește personajele pare la fel de mecanică, artiștii circului dau impresia unor marionete. La fel ca în multe alte tablouri ale lui Seurat, și chenarul tabloului este pictat din puncte: chenarul albastru închis contrastează cu tonul colorat al tabloului, ceea ce face posibilă accentuarea efectului și evidențierea compoziției.
În 1885, Seurat o cunoaște pe Madeleine Knoblock, care îi va deveni model (Vezi tabloul: "Tânără pudrându-se") și cu care își va împărți viața. Pictorul va avea un fiu cu ea, copilul se naște pe 16 februarie 1890. Relația lor o tăinuiesc în totalitate, iar prietenii află despre existența fiului lui Seurat abia după moartea pictorului.
Pe 26 mai 1891, Seurat se îmbolnăvește de difterie și moare peste trei zile, în vârstă de 31 de ani. A doua zi, Signac transmite "vestea îngrozitoare", potrivit căreia pictorul decedat "a lăsat în urmă o văduvă nefericită și...un copilaș minunat de treisprezece luni". Două săptămâni mai târziu, copilul moare de aceeași boală ca și tatăl său.